# Lijst van afleveringen van Vrienden voor het leven
Dit is een lijst met afleveringen van de komedieserie Vrienden voor het leven. De serie liep van 1991 t/m 1993, en werd oorspronkelijk uitgezonden op RTL 4.

## Seizoen 1
| Aflevering (seizoen | Aflevering (serie) | Titel                 | Originele uitzenddatum |
| ------------------- | ------------------ | --------------------- | ---------------------- |
| 1                   | 1                  | Hartewens?            | 8 april 1991           |
| 2                   | 2                  | Moeders wil is wet    | 15 april 1991          |
| 3                   | 3                  | Hoezo jaloers?        | 22 april 1991          |
| 4                   | 4                  | Knettergek            | 29 april 1991          |
| 5                   | 5                  | Vadertje en moedertje | 6 mei 1991             |
| 6                   | 6                  | Zwart op wit          | 13 mei 1991            |
| 7                   | 7                  | Broodje Gezond        | 20 mei 1991            |
| 8                   | 8                  | Ambities              | 27 mei 1991            |
| 9                   | 9                  | Zomergriep            | 3 juni 1991            |
| 10                  | 10                 | Concurrentiestrijd    | 10 juni 1991           |
| 11                  | 11                 | Vlinders              | 17 juni 1991           |
| 12                  | 12                 | Een eigen huis        | 24 juni 1991           |

## Seizoen 2
- Aflevering 2, over de teken- en fotografiehobby van Eddie en Ellen, is om onduidelijke redenen niet op dvd uitgebracht, maar is later wel af en toe herhaald op Comedy Central Family.

| Aflevering (seizoen) | Aflevering (serie) | Titel                   | Originele uitzenddatum |
| -------------------- | ------------------ | ----------------------- | ---------------------- |
| 1                    | 13                 | Oost West               | 20 september 1991      |
| *2                   | 14                 | Latente talenten...     | 27 september 1991      |
| 3                    | 15                 | De voorspelling         | 4 oktober 1991         |
| 4                    | 16                 | Een partijtje           | 11 oktober 1991        |
| 5                    | 17                 | Goudeerlijk             | 18 oktober 1991        |
| 6                    | 18                 | Zeg het met bloemen     | 25 oktober 1991        |
| 7                    | 19                 | Beeldende kunst         | 1 november 1991        |
| 8                    | 20                 | Parttimers              | 8 november 1991        |
| 9                    | 21                 | Puur natuur             | 15 november 1991       |
| 10                   | 22                 | Een parel               | 22 november 1991       |
| 11                   | 23                 | Oude liefde roest niet  | 29 november 1991       |
| 12                   | 24                 | De erfenis              | 6 december 1991        |
| 13                   | 25                 | Verkeerd verbonden      | 13 december 1991       |
| 14                   | 26                 | Vrienden voor het leven | 20 december 1991       |

## Seizoen 3
| Aflevering (seizoen) | Aflevering (serie) | Titel                | Originele uitzenddatum |
| -------------------- | ------------------ | -------------------- | ---------------------- |
| 1                    | 27                 | De potloodventer     | 14 september 1992      |
| 2                    | 28                 | Oud zeer             | 21 september 1992      |
| 3                    | 29                 | 12 ambachten         | 28 september 1992      |
| 4                    | 30                 | In de boot           | 5 oktober 1992         |
| 5                    | 31                 | Vrij gezellig        | 12 oktober 1992        |
| 6                    | 32                 | Gelijke monniken     | 19 oktober 1992        |
| 7                    | 33                 | Die zoekt, die vindt | 26 oktober 1992        |
| 8                    | 34                 | In de bonen          | 2 november 1992        |
| 9                    | 35                 | Black-out            | 9 november 1992        |
| 10                   | 36                 | Sekte gekte          | 16 november 1992       |
| 11                   | 37                 | Bakerpraatjes        | 23 november 1992       |
| 12                   | 38                 | Koppelaars           | 30 november 1992       |
| 13                   | 39                 | Grote plannen        | 7 december 1992        |

## Seizoen 4
| Aflevering (seizoen) | Aflevering (serie) | Titel                  | Originele uitzenddatum |
| -------------------- | ------------------ | ---------------------- | ---------------------- |
| 1                    | 40                 | Ouwe hap               | 8 maart 1993           |
| 2                    | 41                 | De dans ontsprongen    | 15 maart 1993          |
| 3                    | 42                 | Burengerucht           | 22 maart 1993          |
| 4                    | 43                 | Dobbelspel             | 29 maart 1993          |
| 5                    | 44                 | Half om half           | 5 april 1993           |
| 6                    | 45                 | Centenkwestie          | 12 april 1993          |
| 7                    | 46                 | De test                | 19 april 1993          |
| 8                    | 47                 | Kinderen zijn hinderen | 26 april 1993          |
| 9                    | 48                 | Stand in               | 3 mei 1993             |
| 10                   | 49                 | Van goede komaf        | 10 mei 1993            |
| 11                   | 50                 | Samen zwanger          | 17 mei 1993            |
| 12                   | 51                 | Hallo, is daar iemand? | 24 mei 1993            |
| 13                   | 52                 | Met blijdschap         | 31 mei 1993            |

## Seizoen 5
- Aflevering 3 is om onduidelijke reden niet in het originele uitzendschema uitgezonden.

| Aflevering (seizoen) | Aflevering (serie) | Titel              | Originele uitzenddatum |
| -------------------- | ------------------ | ------------------ | ---------------------- |
| 1                    | 53                 | Welkom thuis       | 27 september 1993      |
| 2                    | 54                 | Aandacht is macht  | 4 oktober 1993         |
| 3                    | 55                 | Moeder de deur uit | 3 januari 1994         |
| 4                    | 56                 | Geld moet rollen   | 11 oktober 1993        |
| 5                    | 57                 | Je weet maar nooit | 18 oktober 1993        |
| 6                    | 58                 | Ruilen is huilen   | 25 oktober 1993        |
| 7                    | 59                 | Makkers staakt     | 1 november 1993        |
| 8                    | 60                 | Moederdag          | 8 november 1993        |
| 9                    | 61                 | The American Dream | 15 november 1993       |
| 10                   | 62                 | Alarm              | 22 november 1993       |
| 11                   | 63                 | Pas op             | 29 november 1993       |
| 12                   | 64                 | Poppenkast         | 6 december 1993        |
| 13                   | 65                 | Keihard            | 31 december 1993       |